# Ctenognophos dolosaria
Ctenognophos dolosaria là một loài bướm đêm trong họ Geometridae.